# Кокнер, Дэвид
Дэ́вид Ма́йкл Ко́кнер (англ. David Michael Koechner; род. 24 августа 1962, Tipton, Миссури) — американский актёр-комик, изредка выступает как сценарист и продюсер.

## Биография
Дэвид Кокнер родился 24 августа 1962 года в городке Типтон, штат Миссури, в семье Маргарет Энн Кокнер (в девичестве — Доуни) и Сэсила Стивена Кокнера, который занимался производством клеток для индеек. Отец Дэвида имеет немецкие корни, мать — ирландские. У Дэвида есть два брата и три сестры.
После окончания школы Дэвид изучал политологию в колледже англ. Benedictine College, а затем в Миссурийском университете. Однако сразу после получения высшего образования Дэвид уехал в Чикаго, решив стать артистом-комиком. Там он играл в импровизационном театре англ. iO Theater, обучаясь актёрскому мастерству у известного актёра и педагога Дела Клоуза, играл в труппе The Second City.
В 1995 году Кокнер впервые появился на телевидении: в течение года он исполнил несколько ролей в 20 выпусках шоу «Субботним вечером в прямом эфире»; в 1997 году состоялся дебют актёра на широком экране — лента «Плутовство», в которой он сыграл небольшую роль кинорежиссёра. К настоящему времени Кокнер появился почти в 120 фильмах и сериалах, трижды выступил как сценарист и дважды как продюсер.
В 2005 году номинировался на MTV Movie Awards в категории «Лучшее музыкальное представление» (совместно с тремя другими актёрами) за роль в фильме «Телеведущий», но не получил награды.
27 июня 1998 года женился на Лей Кокнер, дети — Чарльз Патрик, Марго Грейс, близнецы Уильям Сарджент и Одри Виолет (род. 2006) и Ева Джульет (род. 2011). Имена жены и всех пятерых детей написаны татуировкой у актёра на правом плече.

## Избранная фильмография

### Широкий экран
- 1997 — Плутовство / Wag the Dog — режиссёр
- 1998 — Грязная работа[англ.] / Dirty Work — Энтон Филлипс
- 1999 — Остин Пауэрс: Шпион, который меня соблазнил / Austin Powers: The Spy Who Shagged Me — помощник пилота
- 1999 — Человек на Луне / Man on the Moon — репортёр таблоида National Enquirer[англ.]
- 2000 — Любой ценой[англ.] / Whatever It Takes — Вирджил Дулитл
- 2001 — Отмороженные[англ.] / Out Cold — Стампи
- 2002 — Беги, Ронни, беги[англ.] / Run Ronnie Run — Клэй
- 2002 — Третий лишний[англ.] / The Third Wheel — Карл
- 2002 — Американская девчонка[англ.] / American Girl — парень в рекламе по ТВ (в титрах не указан)
- 2002 — Проснувшись в Рино / Waking Up in Reno — Белл Хоп
- 2003 — Мальчишник / A Guy Thing — Бак Морс
- 2003 — Дочь моего босса / My Boss’s Daughter — Спид
- 2004 — Телеведущий / Anchorman: The Legend of Ron Burgundy — Чемпион «Чемп» Кайнд
- 2005 — Придурки из Хаззарда / The Dukes of Hazzard — Кутер Дейвенпорт
- 2005 — Сорокалетний девственник / The 40-Year-Old Virgin — папаша в клинике
- 2005 — Здесь курят / Thank You for Smoking — Бобби Джей Блисс
- 2005 — Долтри Кэлхун / Daltry Calhoun — Дойл
- 2005 — Большая жратва / Waiting… — Дэн
- 2005 — Твои, мои и наши / Yours, Mine and Ours — Даррелл
- 2006 — Санинспектор[англ.] / Larry the Cable Guy: Health Inspector — Донни
- 2006 — Рики Бобби: Король дороги / Talladega Nights: The Ballad of Ricky Bobby — Хершелл, техник на пит-стопе
- 2006 — Змеиный полёт / Snakes on a Plane — Рик, пилот
- 2006 — Пошли в тюрьму / Let’s Go to Prison — Шанахан
- 2006 — Дети без присмотра / Unaccompanied Minors — Эрни
- 2007 — 911: Мальчики по вызову[англ.] / Reno 911!: Miami — шериф Аспена
- 2007 — Шары ярости / Balls of Fury — Рик, хозяин кабаре
- 2007 — Мстители / The Comebacks — Ламбэу «Тренер» Филдс
- 2008 — Соперница[англ.] / Tenure — Джей Хэдли
- 2008 — Полупрофессионал / Semi-Pro — Алан Олт
- 2008 — Школа выживания / Drillbit Taylor — испуганный папаша (только в полной версии)
- 2008 — Напряги извилины / Get Smart — Лараби
- 2008 — Сексдрайв / Sex Drive — автостопщик
- 2009 — Мой единственный / My One and Only — Билл Мэсси
- 2009 — Идеальная игра[англ.]* / The Perfect Game — Мэк Томпкинс
- 2009 — Продавец / The Goods: Live Hard, Sell Hard — Брент Гейдж
- 2009 — Экстракт / Extract — Натан
- 2011 — Пол: Секретный материальчик / Paul — Гас
- 2011 — Старая добрая оргия / A Good Old Fashioned Orgy — Вик Джордж
- 2011 — Пункт назначения 5 / Final Destination 5 — Деннис Лэпман, директор отдела продаж
- 2012 — Безвыходная ситуация / Small Apartments — детектив О’Грейди
- 2012 — Пираньи 3DD / Piranha 3DD — Чет
- 2012 — Хватай и беги / Hit and Run — Сандерс
- 2013 — Дом с паранормальными явлениями / A Haunted House — Дэн, охотник за привидениями
- 2013 — За канделябрами / Behind the Candelabra — поверенный при усыновлении
- 2013 — Телеведущий 2: И снова здравствуйте / Anchorman 2: The Legend Continues — Чемпион «Чемп» Кайнд
- 2013 — Никаких подсказок[англ.] / No Clue — Эрни
- 2015 — Скауты против зомби / Scouts Guide to the Zombie Apocalypse — Роджерс, командир бойскаутов
- 2015 — Крампус / Krampus — Говард
- 2015 — Трудная дорога[англ.] / Road Hard — Чэд
- 2017 — Калифорнийский дорожный патруль / CHiPs — Пэт
- 2018 — 30 безумных желаний / Then Came You — Боб Льюис
- 2021 — Национальные чемпионы / National Champions — Эверли

| - 1995—1996 — Субботним вечером в прямом эфире / Saturday Night Live — разные роли (в 20 выпусках) - 2002—2003 — Непослушные родители / Still Standing — Карл (в 9 эпизодах) - 2003, 2005, 2006 — Рино 911! / Reno 911! — разные роли (в 3 эпизодах) - 2005—2007, 2010—2013 — Офис / The Office — Тодд Пэкер (в 15 эпизодах) - 2008, 2010 — Ханна Монтана / Hannah Montana — дядюшка Эрл (в 3 эпизодах) - 2009—2010 — Хэнк / Hank — Грэди Фанк (в 9 эпизодах (в эфир вышли 5)) - 2014—2015 — Правосудие / Justified — Грег Саттер, помощник шерифа (в 2 эпизодах) - 2015 — Другое время / Another Period — командор Беллакорт (в 5 эпизодах) - 2015 — н. в. — Голдберги / The Goldbergs — Билл Льюис (в 6 эпизодах) - 2017 — Твин Пикс / Twin Peaks — детектив Д. Фуско (в 4 эпизодах) - 2002 — Романтическое преступление / Life Without Dick — дядюшка Харли - 2004 — Проснитесь, Рон Бургунди: Потерянный фильм / Wake Up, Ron Burgundy: The Lost Movie — Чемпион «Чемп» Кайнд - 2006 — Фарс пингвинов / Farce of the Penguins — Мелвин (озвучивание) - 2009 — Большая жратва 2 / Still Waiting… — Дэн | - 2005 — Кролик Пушистик / Here Comes Peter Cottontail: The Movie — Элрой / Ветер - 2006 — Рога и копыта / Barnyard — Дэг, койот - 2008 — н. в. — Американский папаша! / American Dad! — Дик (в 25 эпизодах) - 2010 — Соседи из ада / Neighbors from Hell — Роберт (в 3 эпизодах) - 2011 — Бивис и Баттхед / Beavis and Butt-head — разные роли (в 4 эпизодах) - 2015 — В ад и обратно / Hell and Back — демон Асмодей - 2015 — С — значит Семья / F Is for Family — Боб Пого (в 4 эпизодах; веб-мультсериал) - 2015 — Обычное шоу: Фильм / Regular Show: The Movie — директор Дин |